# حرمدة أكارة
حِرْمِدَة أكَّارة عثة من فصيلة أربوسية. فراشتها متوسطة القد سمراء الرأس والصدر، حنطية البطن. مبقجة الرواشن تظهر من حزيران إلى تموز. يرقتها مستدقة الشكل، سمراء اللون، كثيفة الهلب الحنطي. تركب النباتات العشبية من أي نوع كانت. قوتها الأوراق الفتية. خادرتها تبيت ضمن صلجة جوزية اللون خاوية الحباك.
وصفت أول مرة بواسطة كَرْلُس لِنْيُس في طبعته العاشرة لعام 1758 من Systema Naturae. توجد أنواعه في كل من شبه الجزيرة الأيبيرية، أوروبا الغربية والجنوبية والأناضول وغرب وشمال إيران وغرب سيبيريا وجنوب غرب آسيا وشمال إفريقيا.

## وصف
يصل بسطة هذه العث إلى 45-60 مم. لها أجنحة أمامية سوداء أو رمادية مع بقع ولطخ بيضاء. الأجنحة الخلفية ذات اللون الأحمر / البرتقالي الساطع لها بقع سوداء. الصدر أسود والبطن برتقالي محمر. الأجزاء شديدة الألوان قرمزية زاهية ظهرت حديثًا عليها وتميل إلى اللون البرتقالي الباهت مع تقدم العمر. اليرقات سوداء مع خصلات شعر بنية فاتحة، في حين أن الرأس والساقين أحمران. قد تطول نحو 12 مم.

## سلوك
العث دجوي وينجذب للضوء، ولكن الإناث تطير خلال النهار أيضاً. يمكن العثور على هذه العث في النهار على الأوراق. يطير العث من هذا النوع من مارس إلى يوليو حسب الموقع.
تتغذى اليرقات على مجموعة متنوعة من النباتات العشبية أهمها، طرخشقون، لسان الحمل، لاميون، قيصوم، عليق القراص، قنطريون، شليك 
يقضون الشتاء في السبات، لكنهم حساسون للصقيع. يمكن رؤيتها في الربيع بعد السبات أثناء البحث عن الغذاء أو أماكن مناسبة للشرانق. إنهم يتحولون إلى شرنقة في مايو على الأرض.

## الموطن
يسكن هذا النوع غابات ومناطق شجيرات وتحوطات ومناطق عشبية مشمسة مفتوحة. 

## طوابع
طُبعَت الحِرْمِدَة الأكَّارة عام 1992 على طابع ألماني مكون من 100 + 50 فنغ.

## معرض الصور

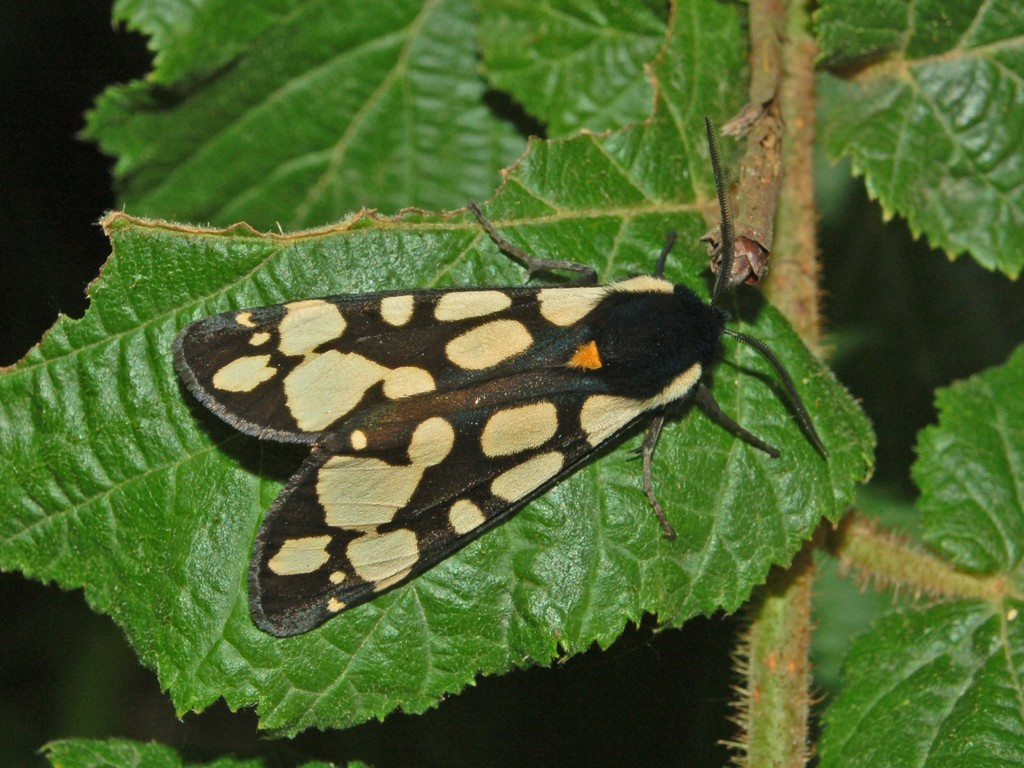
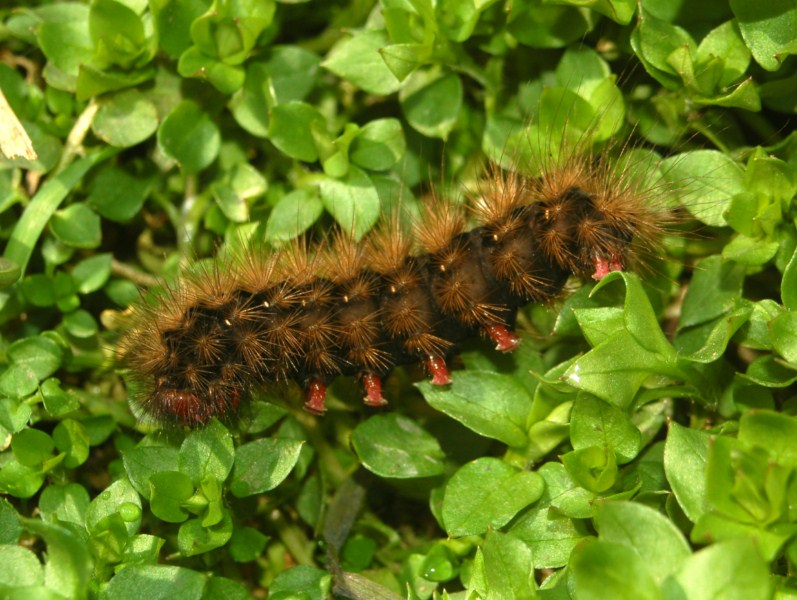
يرقة
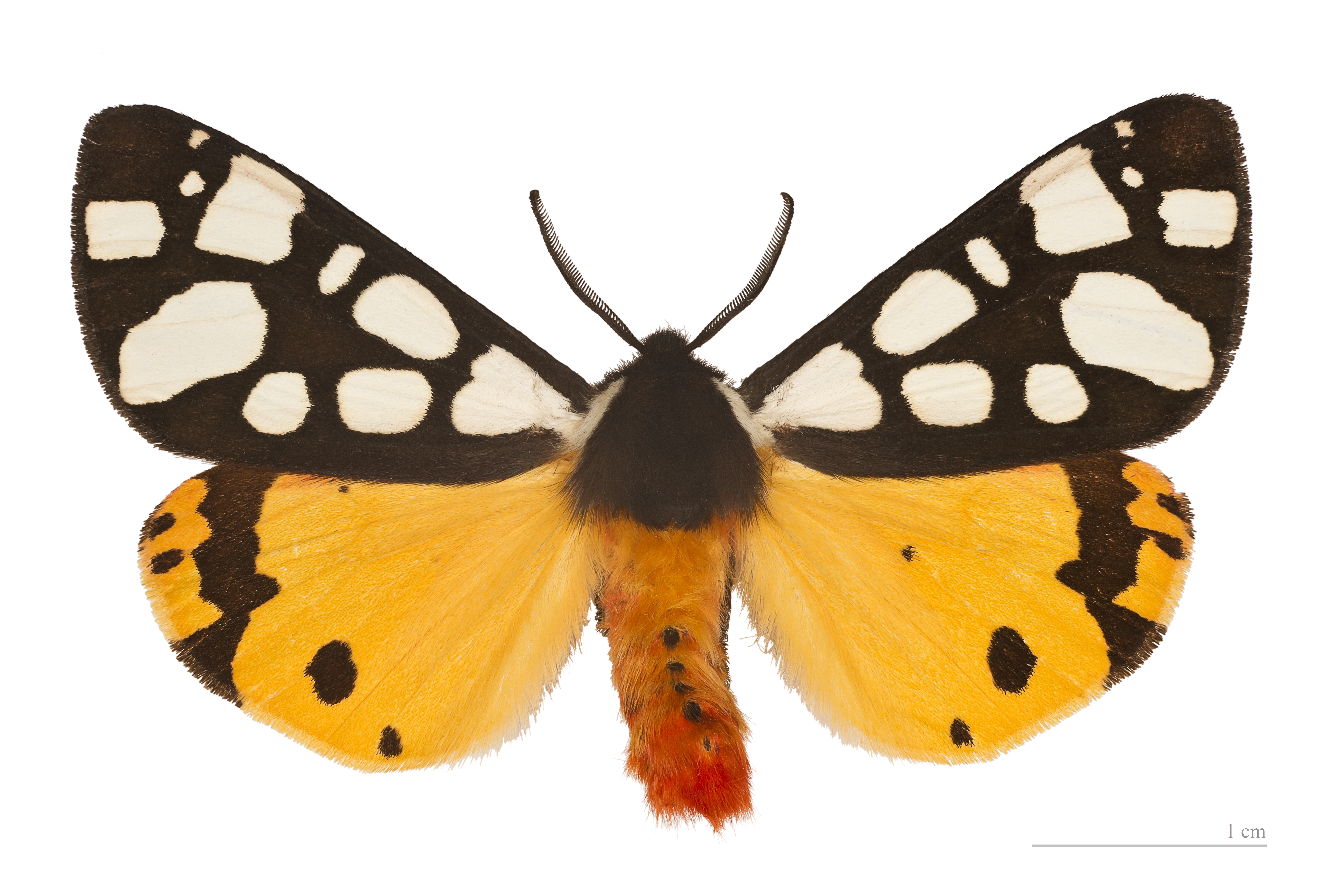
عينة المتحف
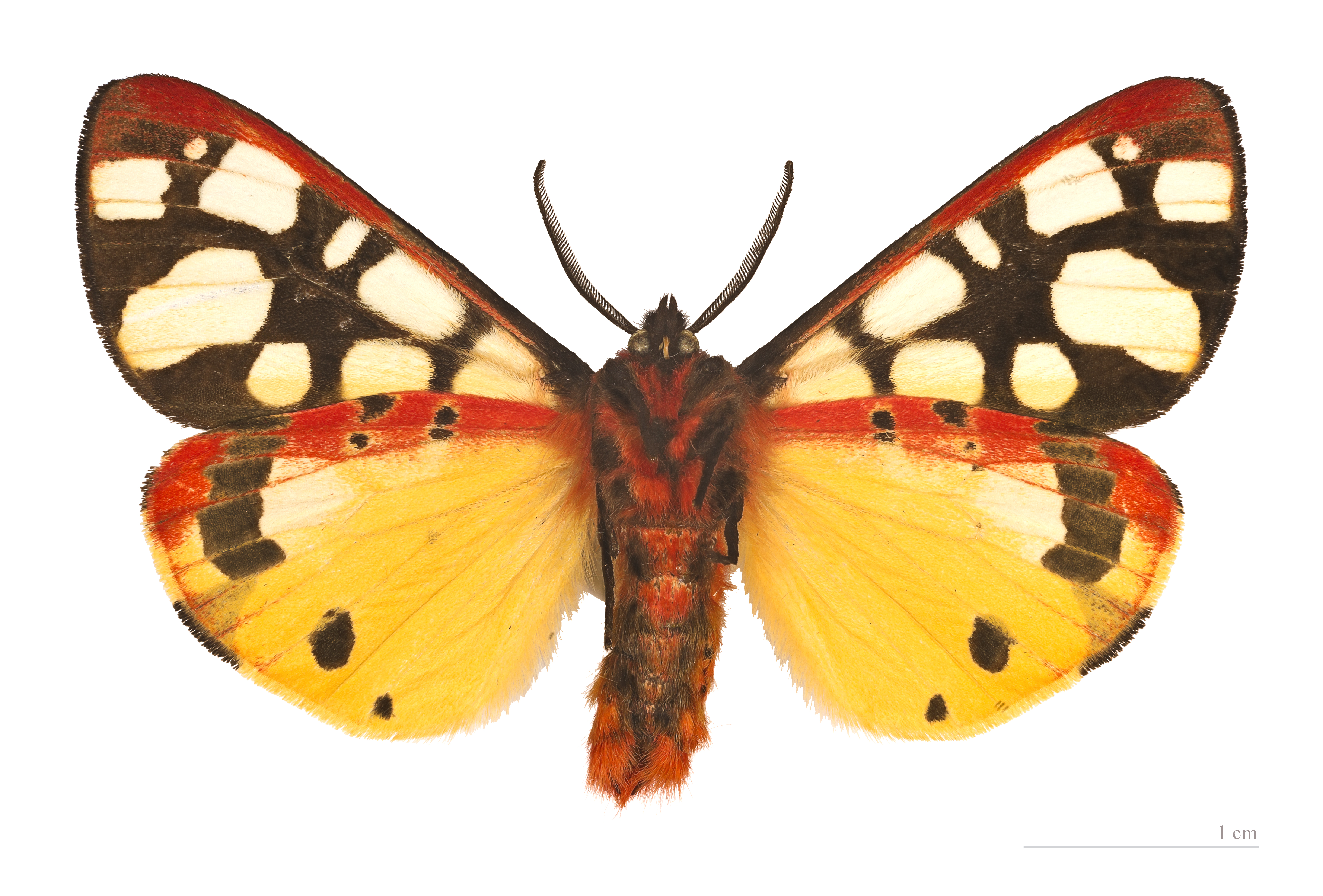
الوجه السفلي - عينة متحف